# جون شو (لاعب كرة قدم)
جون شو (بالإنجليزية: John Shaw)‏ (4 فبراير 1954 بإستيرلينغ في المملكة المتحدة - ) هو لاعب كرة قدم بريطاني في مركز حراسة المرمى. لعب مع ليدز يونايتد ونادي إكزتر سيتي ونادي بريستول سيتي ونادي غلوستر سيتي.

## وصلات خارجية
- جون شو على موقع قاعدة بيانات كرة القدم.إي يو (الإنجليزية)
- جون شو على موقع عالم كرة القدم.نت (الإنجليزية)